# 確立黨的唯一思想體系十大原則

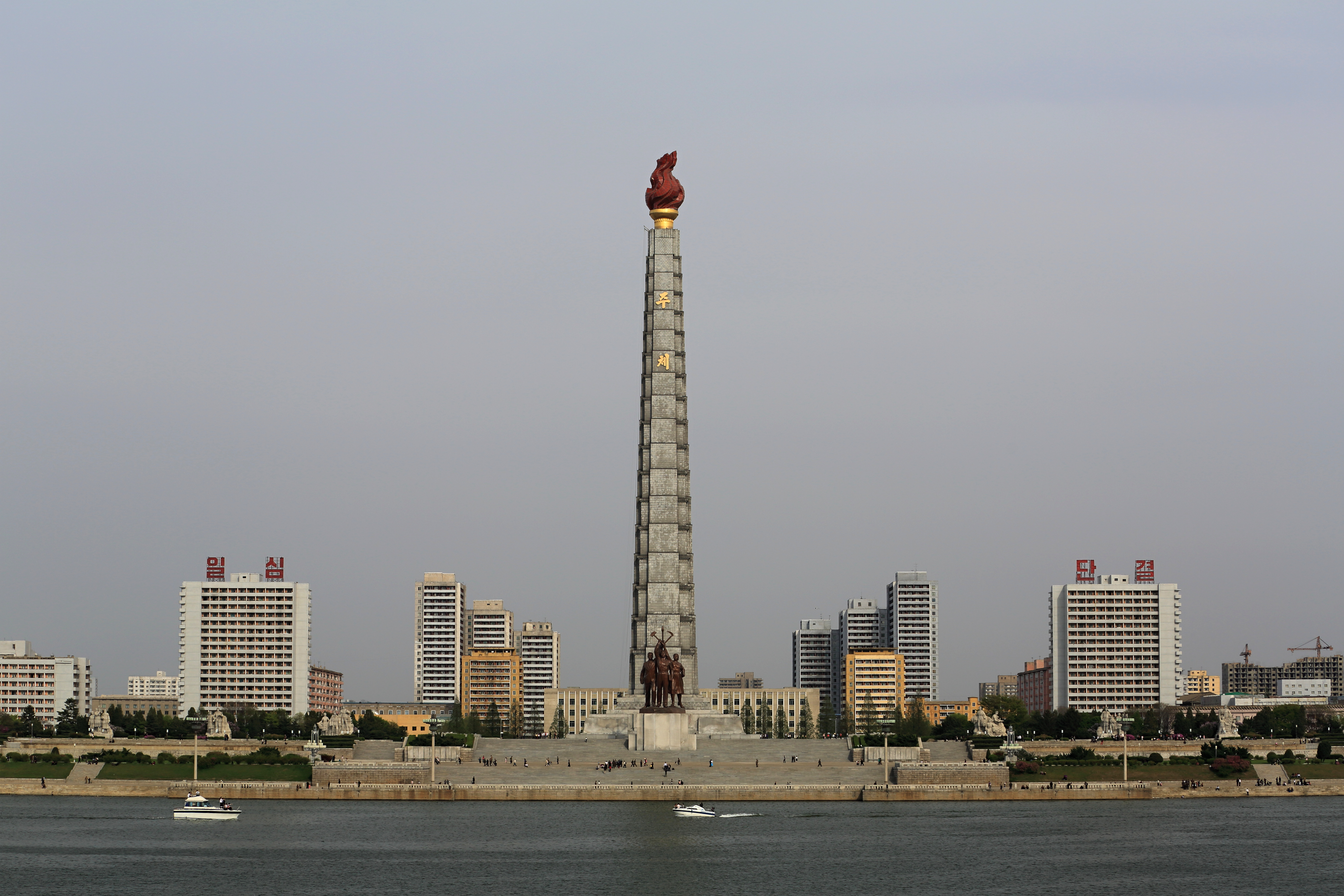
主体思想塔两侧建筑物上的“一心团结”（일심 단결）标语

《確立黨的唯一思想體系十大原則》（朝鲜语：／）是朝鮮勞動黨在1974年為貫徹其唯一思想體系所頒佈的綱領性文件，其在朝鲜的地位高于宪法和劳动党章程。2013年進行修訂，由10條65款改為10条60款，強調將黨的唯一領導體制永遠延續下去，並用“主體思想”代替了原先的“共產主義”，實際標誌著金日成家族在朝鮮民主主義人民共和國世襲專政的正式確立。

## 发展
《原则》最初由金日成之弟金英柱于1967年提出，彼时甲山派挑战金日成党内权威及推翻金英柱继承人地位的行动未遂。由此，“唯一思想体系”在朝鲜劳动党路线之争和中苏交恶及文化大革命引来的外部挑战中开始形成。该体系由金日成亲自制定，意图消解党内矛盾及确立金日成家族在朝鲜政治中的地位。1967年12月16日，金日成在最高人民会议发表的《在国家活动的所有领域更彻底地体现自主、自立、自卫的革命精神》中提出了“唯一思想体系”。
1974年，当金正日成为金日成的继承人之时，黄长烨协助前者重写《原则》。新版的《十大原则》对金日成的个人崇拜变得更长。《原则》于1974年取得在劳动党的正式地位。《原则》于2013年8月首次修订，引入了金日成金正日主义、先军革命和有核国家等概念。

## 实践
在实践中，《原則》凌驾在宪法和朝鲜劳动党的党纪之上，成为国家的最高法律。
朝鲜人民必须时刻牢记《原則》的内容并无条件臣服金日成、金正日和金正恩。上述原则是人民在朝鲜政治和日常生活中的重要部分，并经由自我批评会议、工作和学校来落实，组成朝鲜个人崇拜之基础。《原則》经常被用于与十诫进行比较，因为它们在塑造人们的日常生活和它们所唤起的语言方面的作用相似，人们怀疑金英柱过去以基督教为蓝本确立了《原則》。
根据朝鲜词典，十大原则的定义如下：“全党和全体人民以领袖的革命意识形态牢牢武装起来，牢固地团结在他周围，在领袖的唯一领导下进行革命斗争和建设斗争的思想体系”。

## 內容

### 1974年版
1967年朝鲜劳动党党中央委员会通过并于1974年公布了以下版本的原则。
|  | 1. 我们必须全力以赴，以伟大领袖金日成的革命思想统一整个社会。 2. 我们必须以我们的全部忠诚向伟大领袖金日成同志致敬。 3. 我们必须使伟大领袖金日成同志的权威绝对化。 4. 我们必须以伟大领袖金日成同志的革命思想为信仰，以他的指示为信条。 5. 执行伟大领袖金日成同志的指示，必须严格遵守无条件服从的原则。 6. 我们要以伟大领袖金日成同志为中心，加强全党的思想意志和革命团结。 7. 我们要向伟大领袖金日成同志学习，采取共产主义的面貌、革命的工作方法和以人为本的工作作风。 8. 我们要珍惜伟大领袖金日成同志赋予我们的政治生命，以更高的政治觉悟和政治才能，忠实地回报他的巨大政治信任和体贴。 9. 我们必须建立强有力的组织规则，使全党、民族和军队在伟大领袖金日成同志的唯一领导下统一行动。 10. 我们要把伟大领袖金日成同志的革命伟大成就代代相传，继承和完成到底。 |

### 详细版
朝鲜人权公民联盟提供了更详细的原则版本。
|  | 1. 用一生奋斗，为全社会涂上伟大领袖金日成同志革命思想的统一色彩。给全社会涂上伟大领袖革命思想的统一色彩，被认为是我们党的最高主义，而更高层次的任务是构建我们党的统一思想体系。 2. 对伟大领袖金日成同志怀着崇高的敬意和忠诚。崇敬伟大领袖金日成同志，是永远忠于伟大领袖的革命战士们最崇高的职责。这其中蕴含着我们国家的荣耀和我们人民的永恒幸福。 3. 使伟大领袖金日成同志的权威绝对化。肯定伟大领袖金日成同志的绝对权威，是我们革命任务的最高要求，是我们党和人民的革命意志。 4. 以伟大领袖金日成同志的革命思想为信仰，以伟大领袖的指示为信条。把伟大领袖金日成同志的思想作为自己的信仰，把他的教导作为自己的信条，是成为一个永无止境的忠诚的主体共产主义战士所要求的最关键的要素。这也是我们革命斗争和建设胜利的前提。 5. 在执行伟大领袖金日成同志的指示时，绝对遵守无条件执行的原则。无条件执行伟大领袖金日成同志的指示，是证明对伟大领袖忠诚的基本条件，是我们革命斗争胜利和建立的最终条件。 6. 在伟大领袖金日成同志周围团结思想思想和革命团结。党的钢铁般的团结是党立于不败之地的源泉，是我们革命胜利的坚定保证。 7. 向伟大领袖金日成同志学习，掌握共产主义尊严、完成革命任务的方法、人民的作风。学习伟大领袖金日成同志的共产主义尊严，学习完成革命任务的方法，学习人民的作风，是全体党员和工人的神圣职责，是履行革命战士光荣命运的前提。 8. 好好珍惜伟大领袖金日成同志赋予你们的政治生命，用高超的政治觉悟和政治才能忠实回报伟大领袖的无限政治信任和考量。伟大领袖金日成同志赐予我们政治生活是我们的最高荣誉，忠实地报答他的信任，我们的政治生活才会有光明的未来。 9. 建立牢固的组织纪律，使全党、全民、全军在伟大领袖金日成同志的单独领导下统一行动。树立坚强的组织纪律，是加强党的集体思想、集体领导和集体战斗力的本质要求。这也是我们革命斗争胜利和建立的坚定保证。 10. 伟大领袖金日成同志开创的伟大革命成就，必须通过世袭继承和完善到底。牢固建立唯一领导体制，是保存和发展伟大领袖革命成就、取得革命最后胜利的重要保证。 |

### 2013年版
2011年金正日逝世后，《原则》进行了更新，添加了金正日的名字，命名为《確立黨的唯一思想體系十大原則》。
|  | 1. 我们必须全力以赴，以金日成主义和金正日主义统一整个社会。 2. 我们要把伟大的金日成和金正日同志尊为我们党和人民永远的领袖，尊为主体的太阳。 3. 我们要绝对和坚决捍卫伟大的金日成、金正日同志的权威和党的权威。 4. 我们必须用伟大的金日成和金正日同志的革命思想和实现这些思想的党的路线和政策彻底武装起来。 5. 贯彻落实伟大的金日成、金正日同志的指示和党的路线政策，必须严格遵守无条件服从的原则。 6. 要以领导人为中心，千方百计加强全党的思想意志、意志力和革命团结。 7. 我们要向伟大的金日成、金正日同志学习，以高尚的精神风貌、革命的工作方法、以人为本的工作作风。 8. 我们要珍惜党和领导人赋予我们的政治生命，以提高政治觉悟和工作业绩，忠实回报党的信任和体贴。 9. 我们必须建立强有力的组织规则，使全党、全民族、全军在党的唯一领导下一体行动。 10. 我们要把伟大的金日成同志开创、金日成同志和金正日同志领导的主体革命和先军革命的伟大成就代代相传，继承和完成到底。 |

## 外部連結
1. ↑  .   [2015-07-19]. （原始内容存档于2015-09-24）.
2. ↑  .   [2015-07-19]. （原始内容存档于2015-05-31）.
3. 1 2  Lim 2015，第48頁.
4. 1 2  Person, James. . NKIDP e-Dossier no. 15. Woodrow Wilson Center.   [5 March 2014]. （原始内容存档于2020-04-02）.
5. ↑  金日成.  (PDF). 平壤: 外文出版社. 1967-12-16: 25 (2021)  [2023-01-13]. （原始内容存档 (PDF)于2023-01-16）. 在进行思想革命，使社会的所有成员实现革命化和工人阶级化方面，最重要的是用朝鲜劳动党的政策牢固地武装劳动者，在他们中间切实建立党的唯一思想体系。
6. ↑  Lim 2015，第49頁.
7. 1 2  . Illinois Law Review.   [2021-03-02]. （原始内容存档于2022-11-12） （美国英语）.
8. ↑  . Yonhap News Agency. August 12, 2013  [January 20, 2014]. （原始内容存档于June 10, 2016）.
9. ↑  Lim, Jae-Cheon. . United Kingdom: Routledge. 2008  [January 20, 2014]. ISBN 9780203884720. （原始内容存档于2023-10-21）.
10. ↑  Green, Christopher. "Wrapped in a Fog: On the North Korean Constitution and the Ten Principles （页面存档备份，存于）," Sino-NK （页面存档备份，存于）, June 5, 2012. Retrieved January 3, 2016.
11. ↑  Cha, John. . United States: Abbott Press. 2012. ISBN 978-1-4582-0216-1.
12. ↑  Audrey Yoo. . South China Morning Post. August 13, 2013  [January 20, 2014]. （原始内容存档于2013-10-28）.
13. ↑  . Daily NK. September 9, 2013  [January 20, 2014]. （原始内容存档于2020-04-02）.
14. ↑  Sung Hui Moon. . Radio Free Asia. December 17, 2013  [January 20, 2014]. （原始内容存档于2020-04-02）.
15. ↑  Kang Mi Jin. . Daily NK. September 13, 2013  [January 20, 2014]. （原始内容存档于2013-10-17）.
16. ↑  Jeong-Ho Roh. . Columbia Law School. 2006  [January 20, 2014]. （原始内容存档于2015-03-16）.
17. ↑   (PDF). www.internationallawbureau.com.   [17 January 2022]. （原始内容 (PDF)存档于6 September 2017）.